# Petra (Giordania)

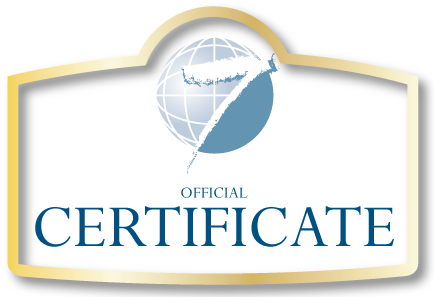
Certificato ufficiale di adesione. Nel 2007 Petra viene eletto come parte delle nuove sette meraviglie del mondo.

Localizzazione di Petra

Petra (in arabo البتراء‎?, al-Bitrāʾ, da πέτρα pétra «roccia» in greco) è un sito archeologico della Giordania, posto a circa 250 km a sud della capitale Amman, costruito 2000 anni fa, in un bacino tra le montagne a est del Wadi Araba, la grande valle che si estende dal Mar Morto fino al Golfo di Aqaba del Mar Rosso.
Il suo nome semitico era Reqem o Raqmu («la Variopinta»), attestato anche nei manoscritti di Qumran. Nacque come una città degli Edomiti e poi divenne capitale dei Nabatei, popolo assai evoluto di guerrieri e commercianti, la cui diramata rete mercantile metteva in comunicazione il sud della Penisola araba con il Mediterraneo.
Verso l'VIII secolo Petra fu abbandonata in seguito alla decadenza dei commerci e a catastrofi naturali e, benché le antiche cavità abbiano ospitato famiglie beduine fino ad anni recenti, fu in un certo senso dimenticata fino all'epoca moderna. Il complesso archeologico fu rivelato al mondo occidentale dall'orientalista svizzero Burckhardt nel 1812.
Le numerose facciate intagliate nella roccia, riferibili per la massima parte a sepolcri, ne fanno un monumento unico, dichiarato Patrimonio dell'umanità dall'UNESCO il 6 dicembre 1985. Anche la zona circostante dal 1993 è parco nazionale archeologico. Nel 2007 Petra è stata dichiarata una delle sette meraviglie del mondo moderno.

## Geografia

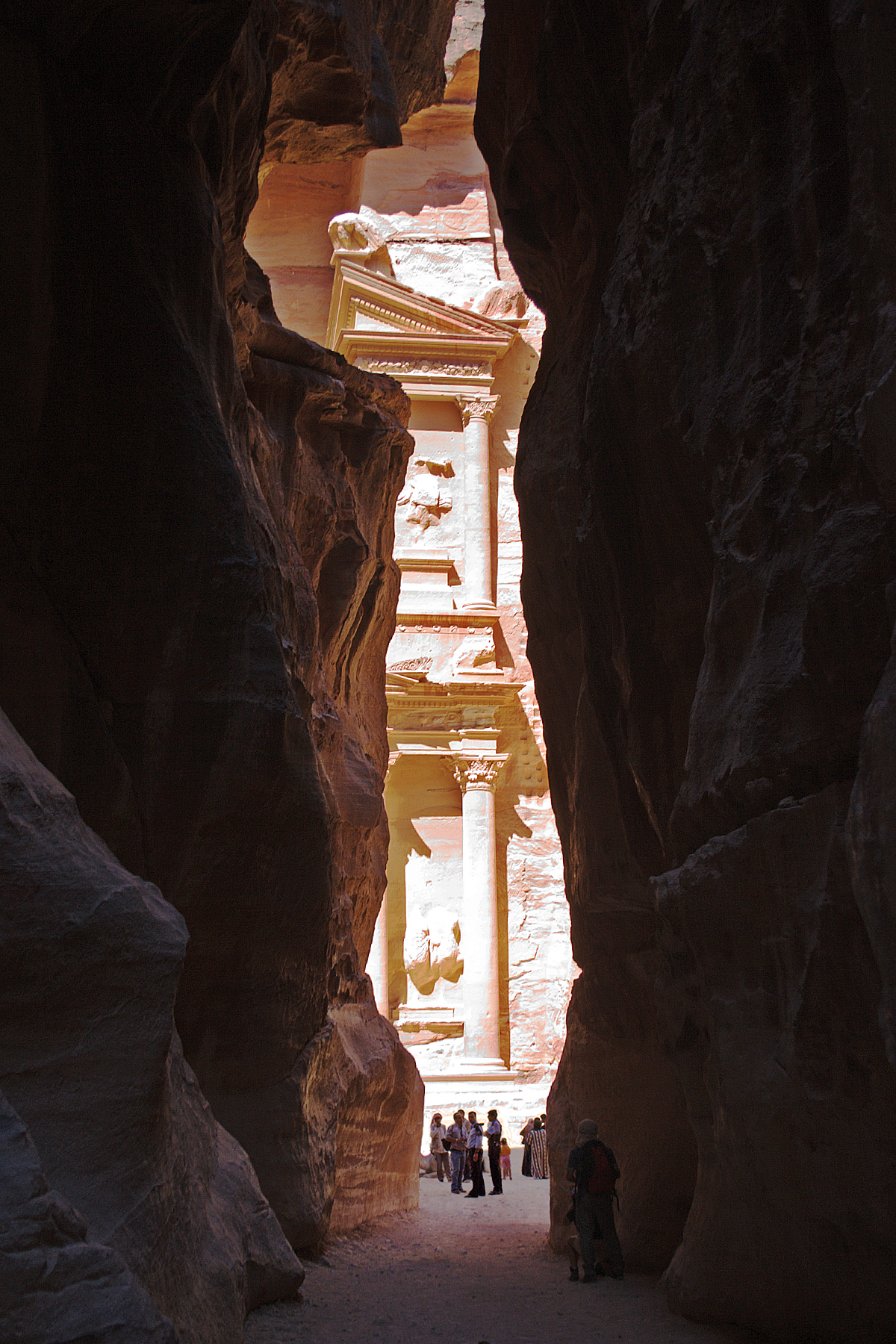
Lo sbocco della gola del Sîq su Petra. Si intravede la facciata di El Khasneh

Petra è situata a metà strada tra il Golfo di Aqaba e il Mar Morto, a un'altitudine tra 800 e 1396 metri s.l.m. (l'area urbana si situa intorno ai 900 m) nella regione montagnosa di Edom a est del Wadi Araba, a circa tre ore di strada da Amman. La città più vicina è Wadi Musa.
La posizione e la disponibilità di acqua fecero questo luogo propizio allo sviluppo e alla prosperità di una città. È accessibile solo da nord-ovest, attraverso uno stretto sentiero di montagna, e da est attraverso un canyon lungo circa 1,5 km e profondo fino a 200 metri, il Sîq, che ospitava la principale strada di accesso.

### Geologia
Le tombe di Petra sono scavate nei canaloni e sui fronti rocciosi delle montagne, mentre l'area urbana, a causa della mancanza di vegetazione, è caratterizzata da un vasto affioramento di pietrame derivante dal crollo degli alzati degli edifici, sicché roccia e pietre sono visibili in ogni punto.
Le costruzioni funerarie sono in gran parte ricavate nell'arenaria policroma di età paleozoica (deposito deltizio Cambriano/Ordoviciano - Form. di Umm Ishrin Sandstone), una roccia sedimentaria prodotta dalla sedimentazione e accumulo di granellini di sabbia. Il risultato è una roccia coerente e resistente, ma al contempo facile da scavare, organizzata in strati o bancate. Una caratteristica particolare di queste arenarie è la variazione del colore, con sfumature dal giallo ocra al rosso fuoco, al bianco, dovute alla diversa concentrazione degli ossidi durante il lungo processo di consolidamento. Queste spettacolari variazioni cromatiche sono visibili in particolare sui soffitti di molti ipogei di Petra.
Nei dintorni di Petra si trovano anche rocce contenenti silice, che i Nabatei sfruttavano per produrre cemento impermeabile. L'ingresso della città è un antico letto fluviale, una profonda gola tagliata nelle alte pareti di arenaria che fu trasformata in trincea viaria deviando altrove il corso del torrente. L'area di Petra è molto vicina al sistema Mar Morto-Valle del Giordano, caratterizzato da un'intensa attività tettonica, con cinematica trasforme-transtensiva sinistra, legata alla separazione (rift) tra placca arabica e africana. Il 19 maggio 363, e poi ancora nel 419, nel 551 e nel 747 ebbero luogo terremoti che danneggiarono la città e i suoi monumenti.

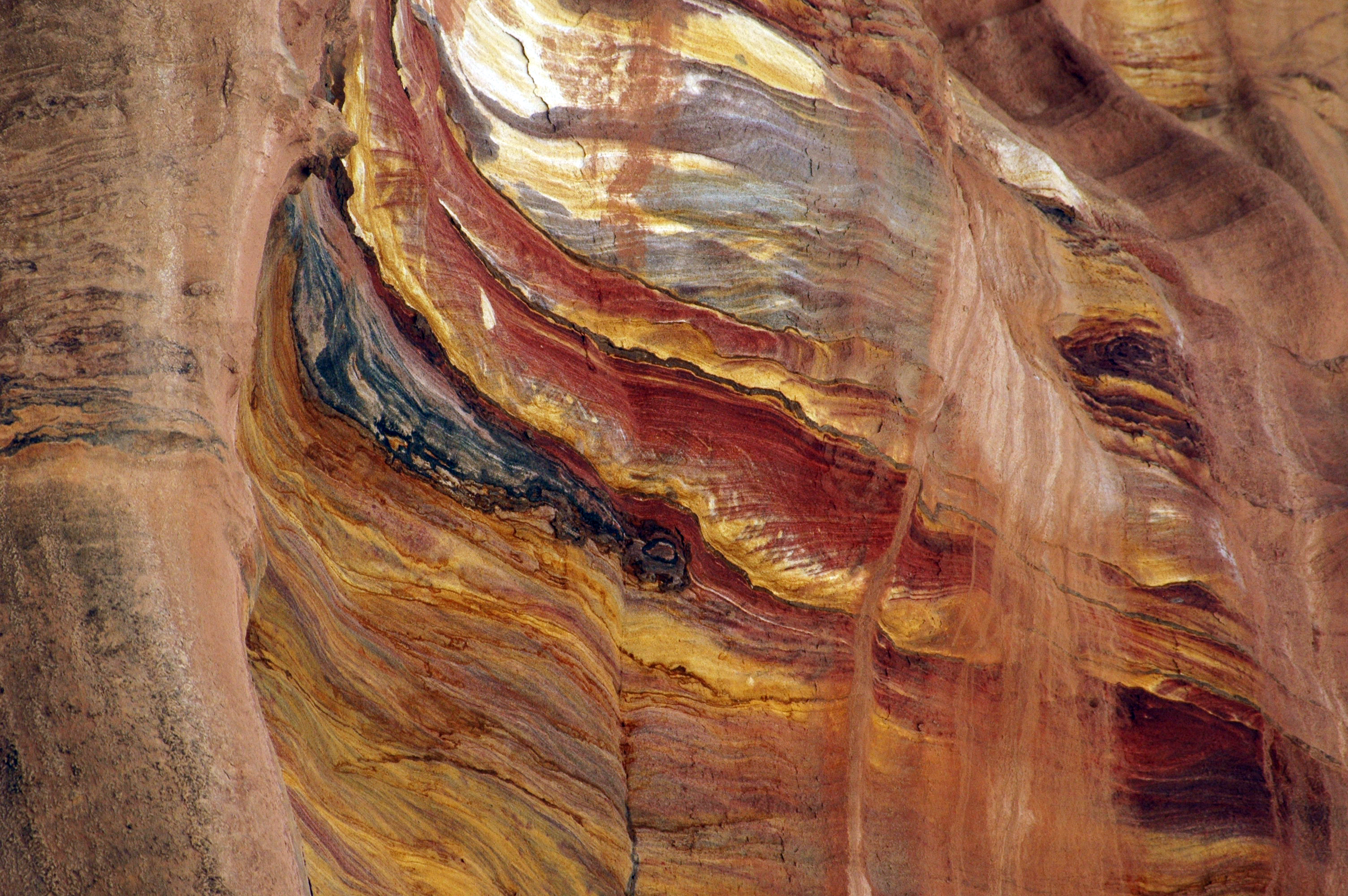
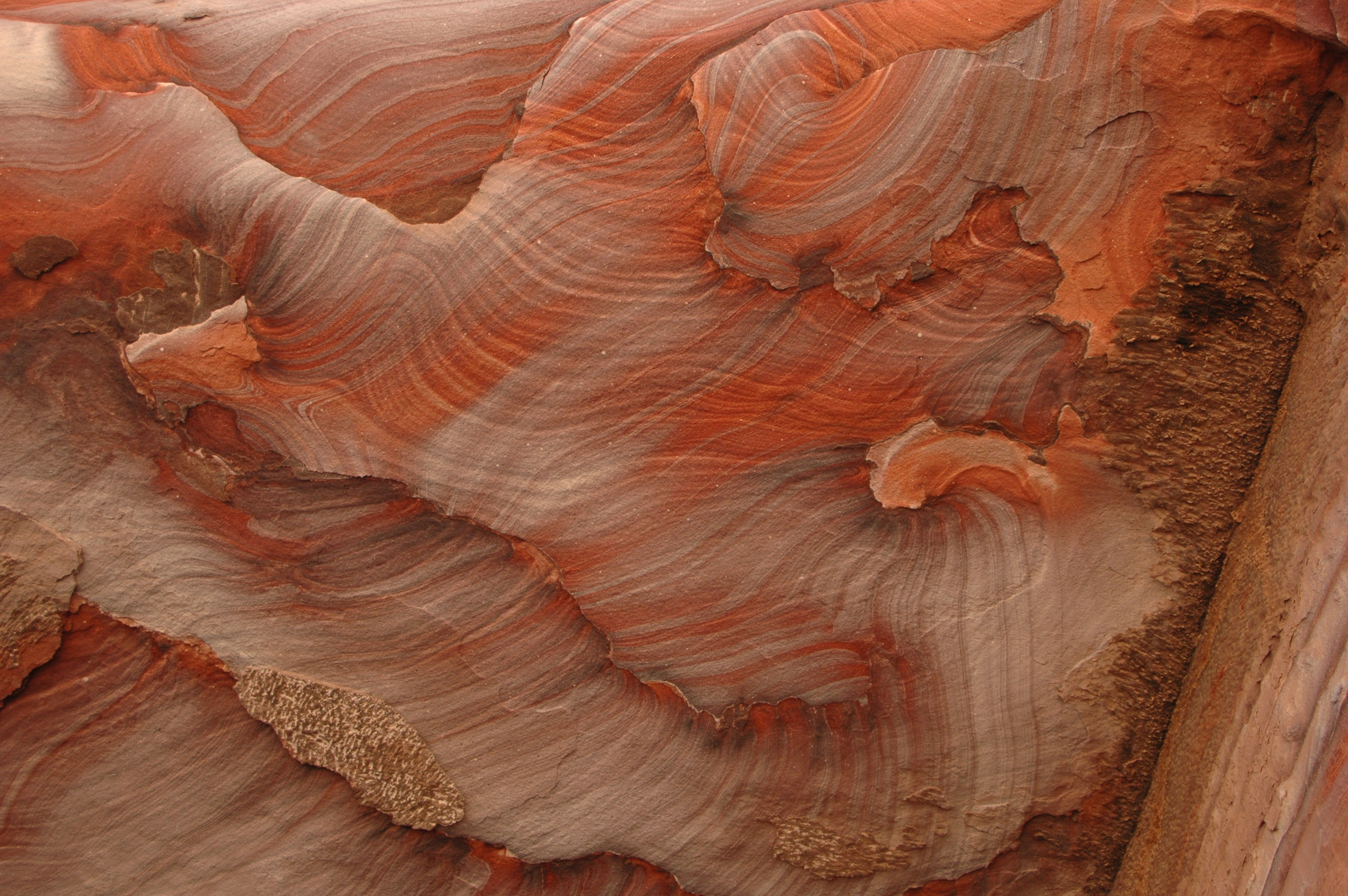
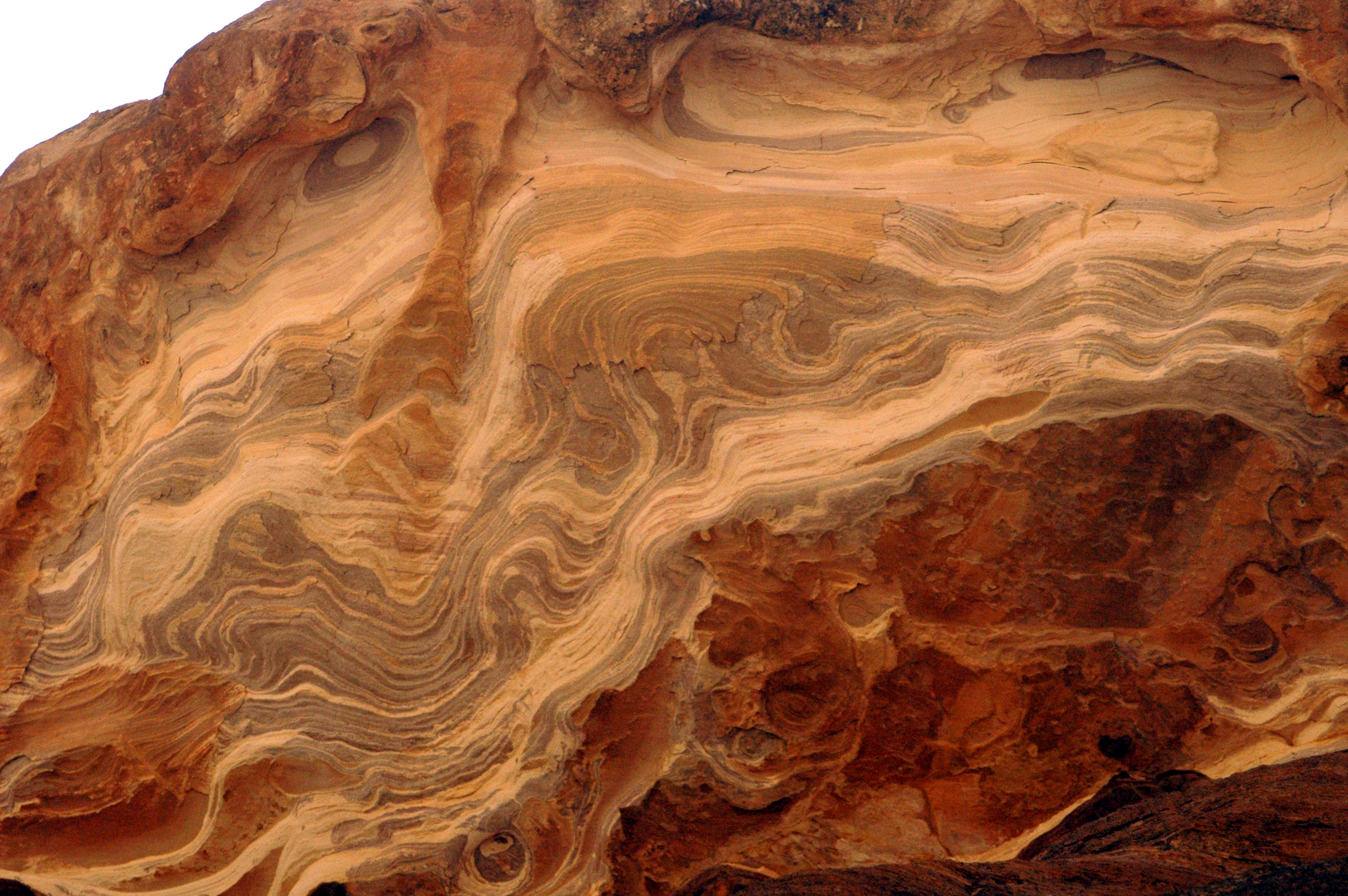
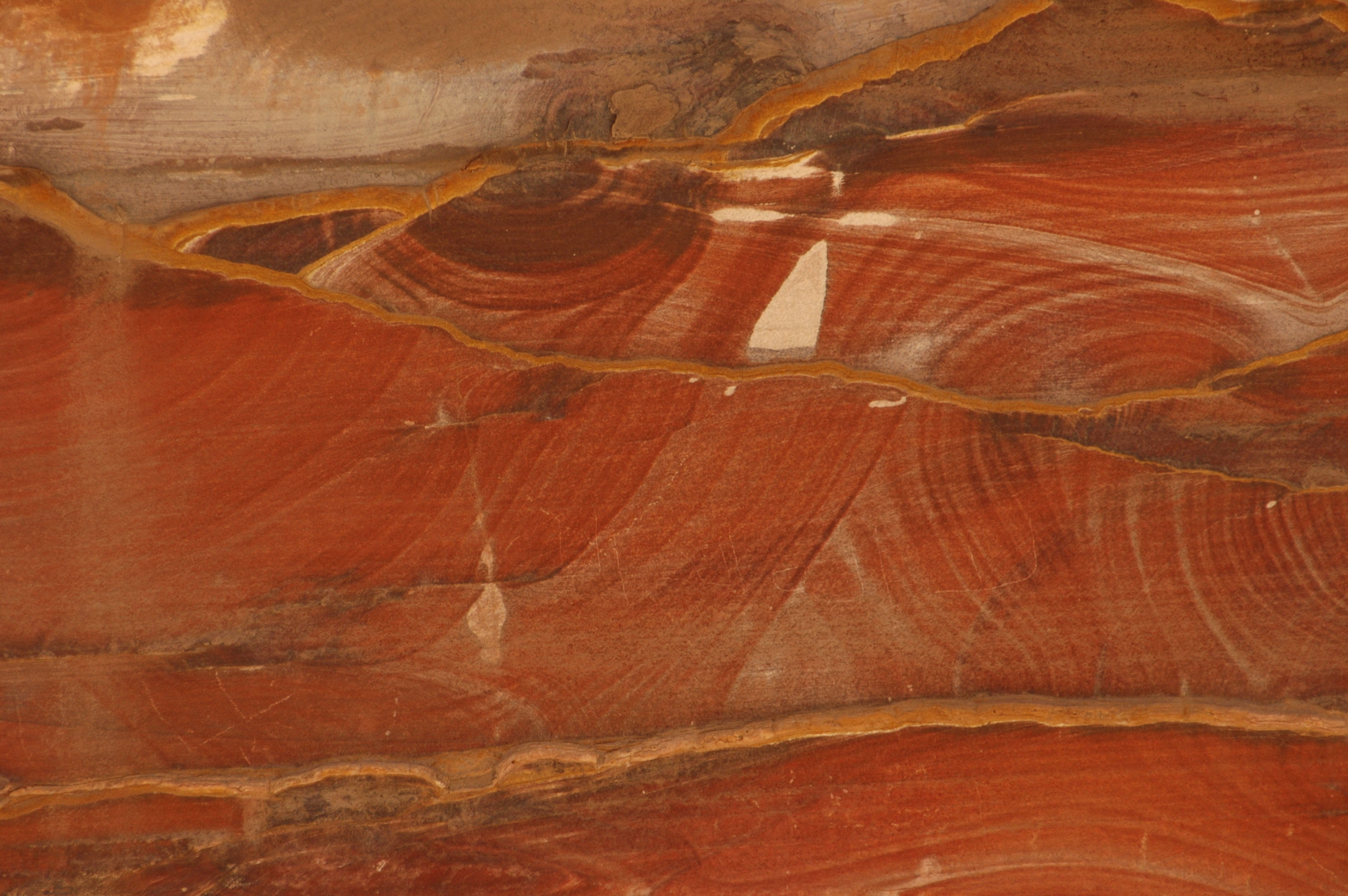
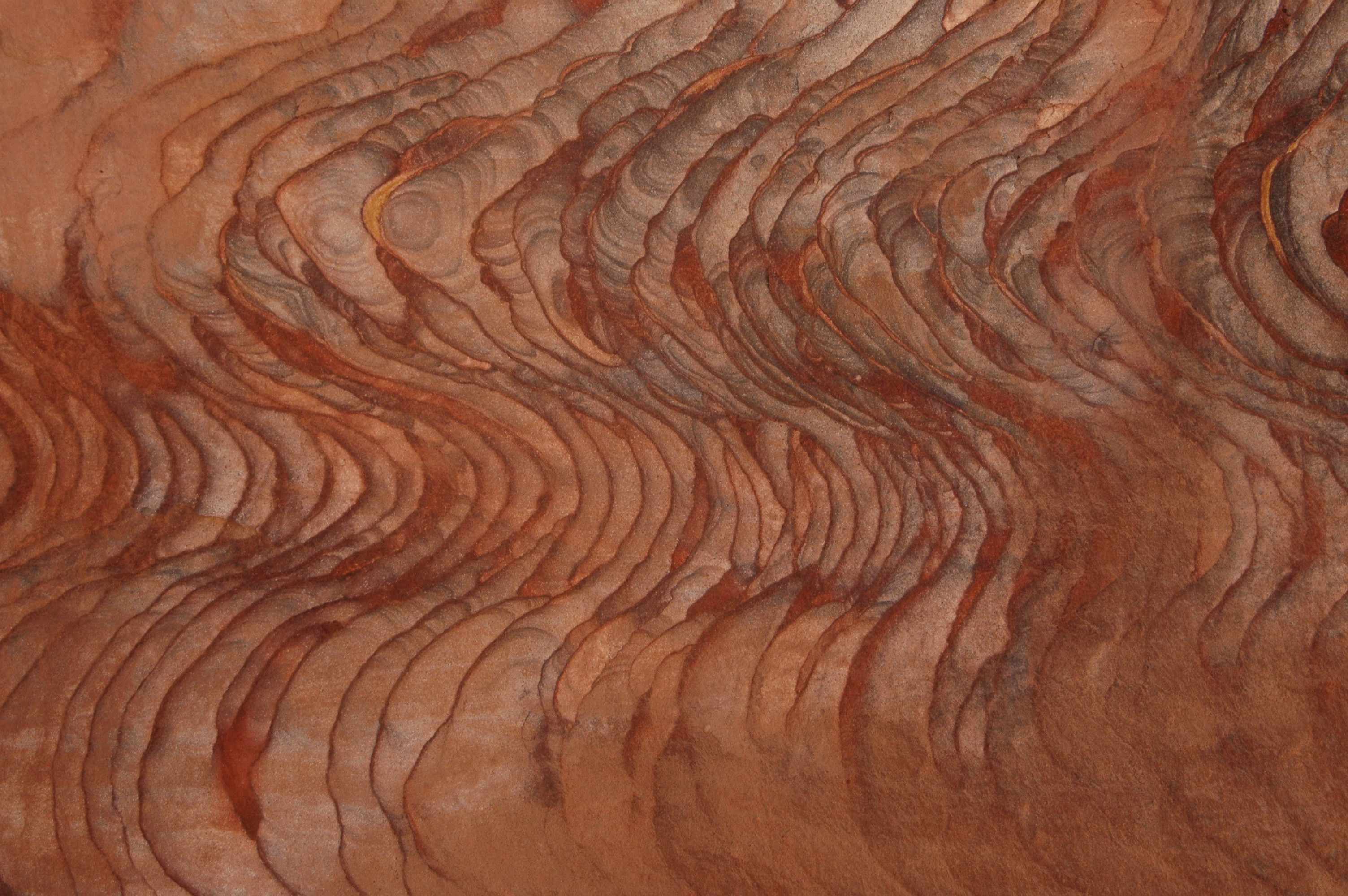
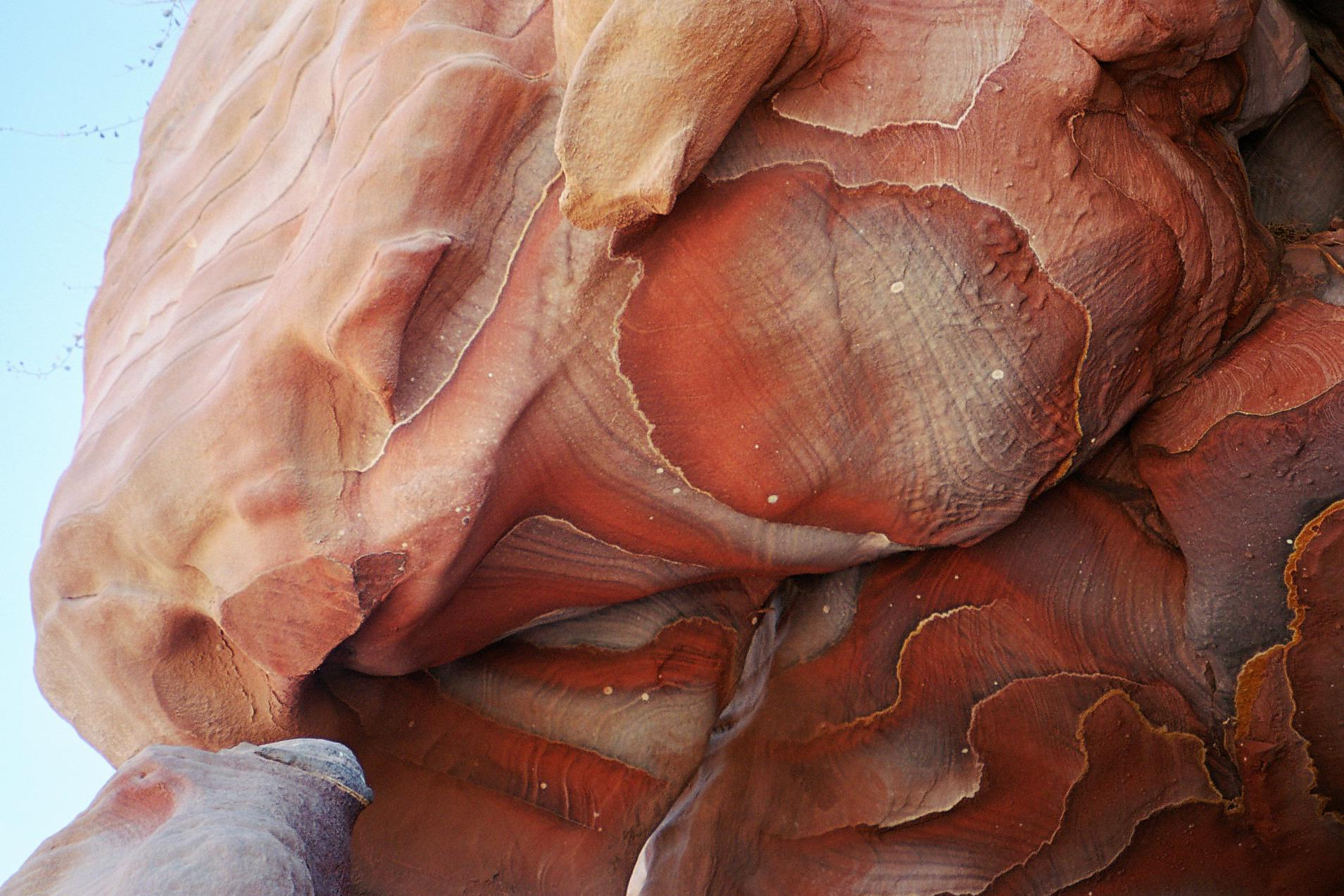
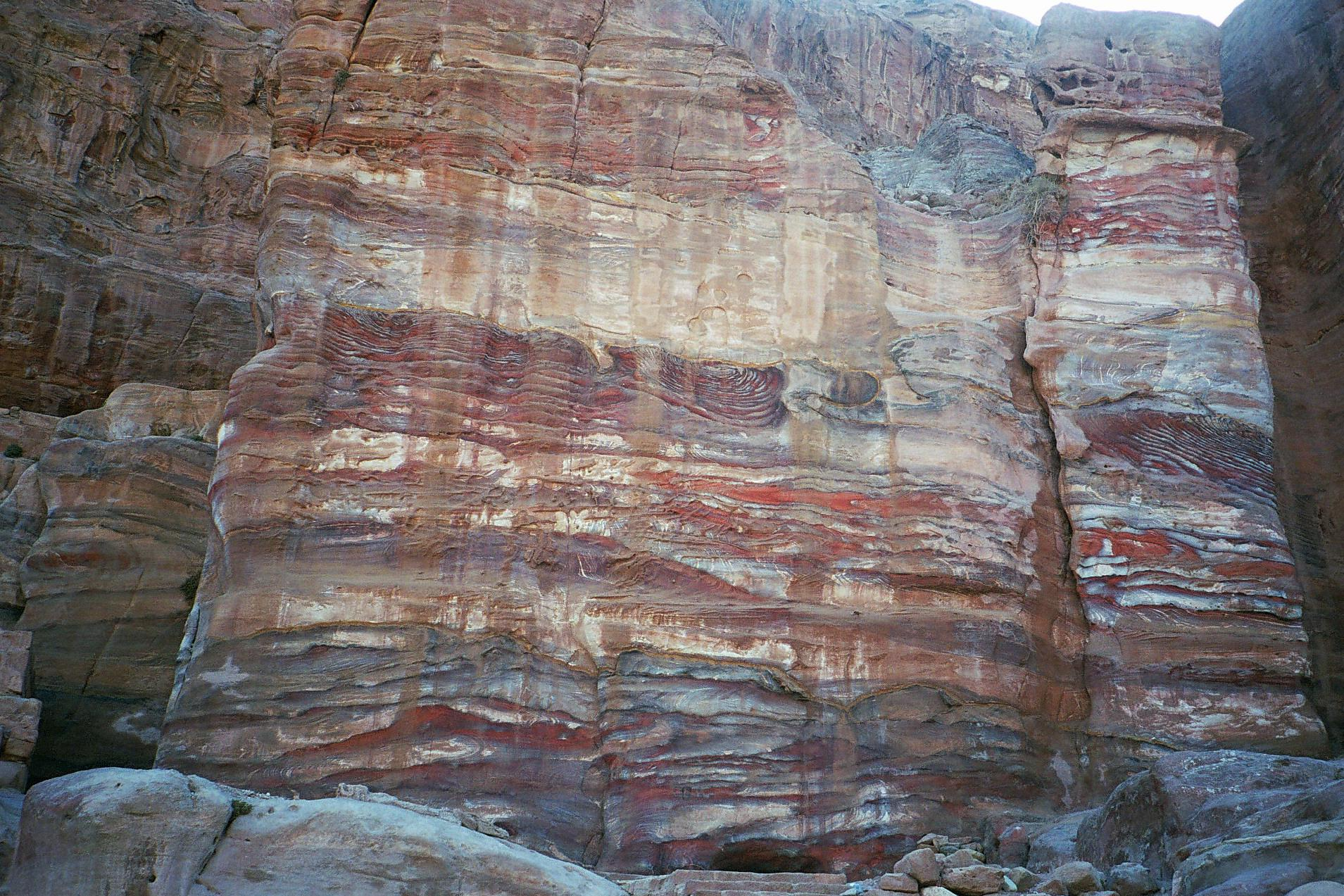

### L'irrigazione

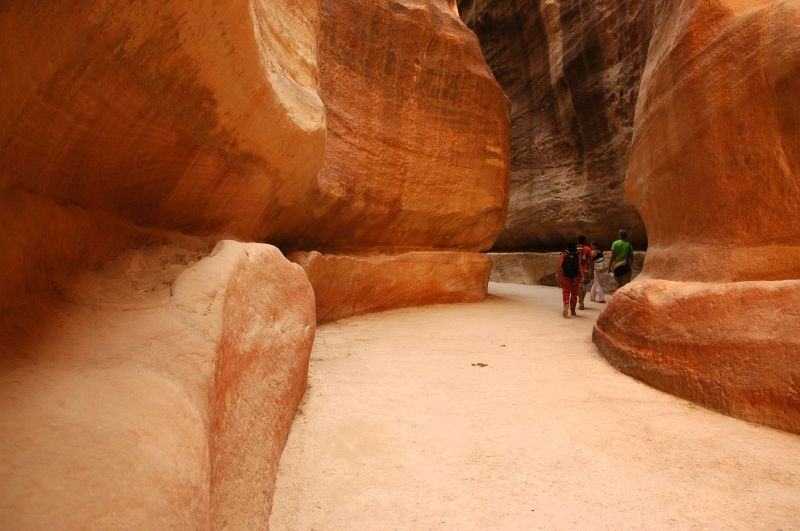
Il canale scavato nella roccia per indirizzare l'acqua

In questa regione semi desertica le sorgenti erano rare e potevano fornire acqua solo per poche famiglie. I bisogni primari vennero quindi fronteggiati utilizzando l'acqua piovana disponibile in circa 150 mm/anno (oggi la piovosità oscilla tra i 50 e i 250 mm/anno), e i Nabatei crearono un sistema di regole per la ripartizione del consumo d'acqua.
La posizione geografica di Petra in fondo a una valle rocciosa, e la relativa impermeabilità delle rocce circostanti, permettevano di recuperare acque pluviali da un bacino di circa 92 km². 
Questa impermeabilità creava d'altra parte anche molti problemi a causa dei fenomeni alluvionali tipici delle zone desertiche, dove gli improvvisi temporali inducono la comparsa rapidissima e tumultuosa di estemporanei torrenti, potenti e distruttivi, che invadono canaloni, poco prima aride pietraie.

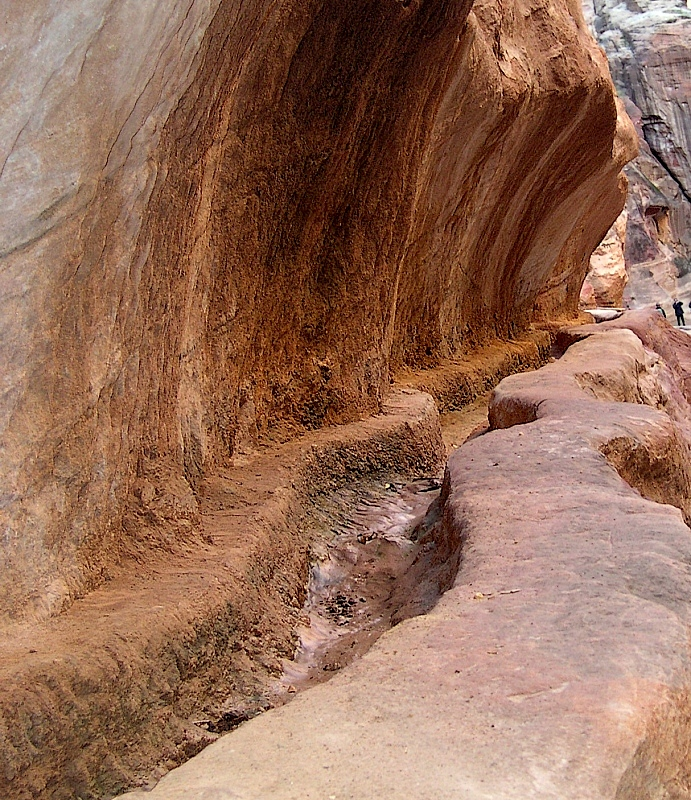
Resti di acquedotto

Ancor oggi sono visibili impianti destinati a raccogliere e a distribuire l'acqua superando i forti dislivelli del terreno, in particolare sbarramenti e cisterne a cielo aperto. Per la raccolta esisteva anche un'ampia rete di cisterne sotterranee. A nordest e a sudest di Petra le acque del Sîq scorrevano in gallerie scavate nella roccia e intonacate con gesso impermeabile, o in una rete idrica in leggera pendenza, fatta di tubi di terracotta o di ceramica. Questa rete alimentava l'acquedotto, le 200 cisterne (molte delle quali situate sul monte Umm al-Beira - "madre delle cisterne"), bacini di raccolta e un ninfeo, che era una fontana pubblica; una parte delle cisterne, che riutilizzano anche strutture più antiche, si può attribuire a epoche successive a quelle urbane. Un'altra rete, di maggiore portata, captava l'acqua da sorgenti più lontane e consentiva di rifornire i quartieri più elevati. L'insieme delle reti idriche portava a Petra circa 40 milioni di litri d'acqua al giorno.
Dal punto di vista tecnologico, il sistema di distribuzione dell'acqua a Petra fu paragonabile a quello di Roma nello stesso periodo, ed era sufficiente a coprire i bisogni della città. Furono i Romani ad utilizzare la rete idrica come sistema di pressione militare, tagliando l'acquedotto in occasione di un assedio, come accadde secoli dopo a Roma per opera del re goto Vitige.
La padronanza nella gestione delle risorse idriche permise la creazione di una grande oasi artificiale, della cui installazione oggi rimangono solo i resti.

### Agricoltura e allevamento
Quando la città era all'apice del suo sviluppo, l'acqua poteva soddisfare sia il consumo degli abitanti e degli animali, sia le esigenze dell'agricoltura.
Certamente a Petra si coltivavano cereali, come l'orzo e il grano, alberi da frutta e viti. Sono stati trovati dei torchi, probabilmente databili al periodo della dominazione romana, quando il vino aveva grande importanza.
Oggi attorno al sito sono visibili impianti agricoli su terrazzamenti nel settore di Zurrabeh, creati per difendere i terreni dall'erosione del suolo e per avere rendimenti più elevati. Dopo l'abbandono della città, la mancanza di manutenzione ha portato alla distruzione di quasi tutte le dighe. Ne rimangono visibili solo alcuni resti e il nome dato a un particolare tipo di opera per la distribuzione dell'acqua: "giardini romani".
Attorno a Petra si aggirano mandrie di capre nere, specie addomesticata fin dal Neolitico.

## Storia

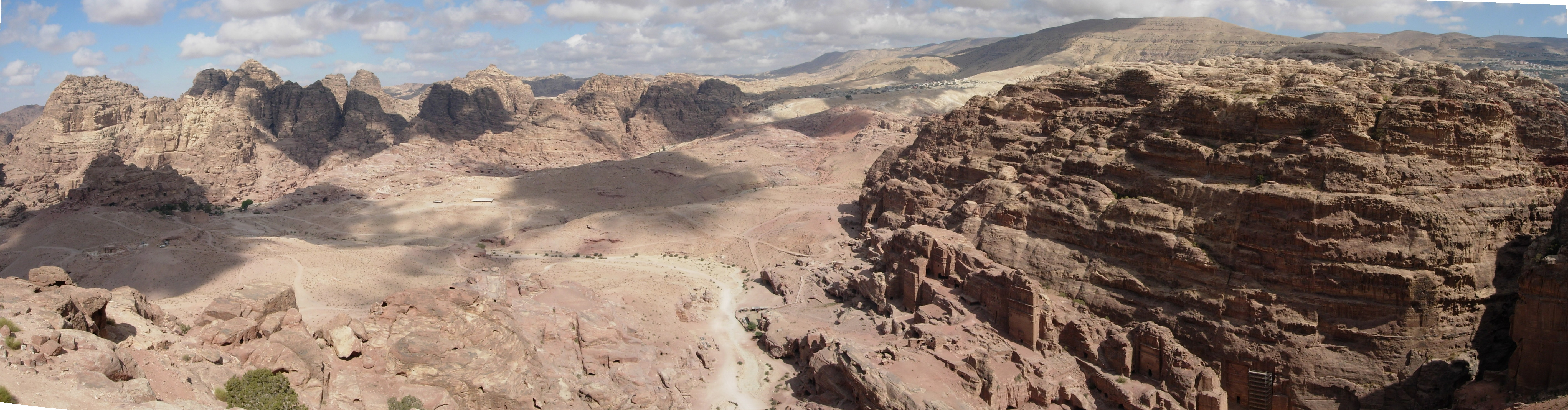
Petra, la "Spianata del sacrificio"

### Neolitico
Ritrovamenti nei Wadi e sulle colline nei dintorni di Petra, hanno dimostrato l'esistenza di insediamenti umani databili a un periodo stimato tra il X e l'VIII millennio. I resti del più famoso di questi ritrovamenti, si possono vedere nel sito di Beidha, ad alcuni chilometri da Petra (a 15 minuti di sentiero, dall'ingresso della Piccola Petra); il sito fu abitato per circa un millennio e poi abbandonato e nell'area non si stabilirono altre civiltà; ecco perché il sito, pur difficile da decifrare, è intatto.
Lo stanziamento più antico trovato a Petra data invece all'età del ferro.

### Antichità

#### Periodo edomita
Secondo Léon de Laborde le prime tracce di insediamenti stabili edomiti nel sito di Petra sono collocabili tra la fine dell'VIII e l'inizio del VII secolo a.C. Essi scelsero di installarsi sulle colline vicine al sito di Petra, tra cui Umm al-Beira (cioè «la Madre delle Cisterne», così chiamata perché sulla sommità ve ne sono effettivamente molte); quest'ultima città è stata sino a pochi anni fa confusa con Sela, la capitale degli Edomiti, ma ricerche più recenti l'hanno collocata più a nord, 10 chilometri a sud della città di Tafila.
Costruttori in pietra, gli Edomiti, molto abili anche nell'arte fittile, e giunsero a dominare tutta la regione.
Secondo la Bibbia questo popolo avrebbe ostacolato il passaggio di Mosè al momento dell'Esodo, in quanto discendente di Esaù, il fratello-nemico di Giacobbe. Nel tentativo di localizzare le tappe dell'Esodo, Laborde e altri esploratori diedero nomi biblici a vari luoghi, come il citato Wadi Musa, o Khazinè al-Firawn «Tesoro del Faraone».

#### Periodo nabateo

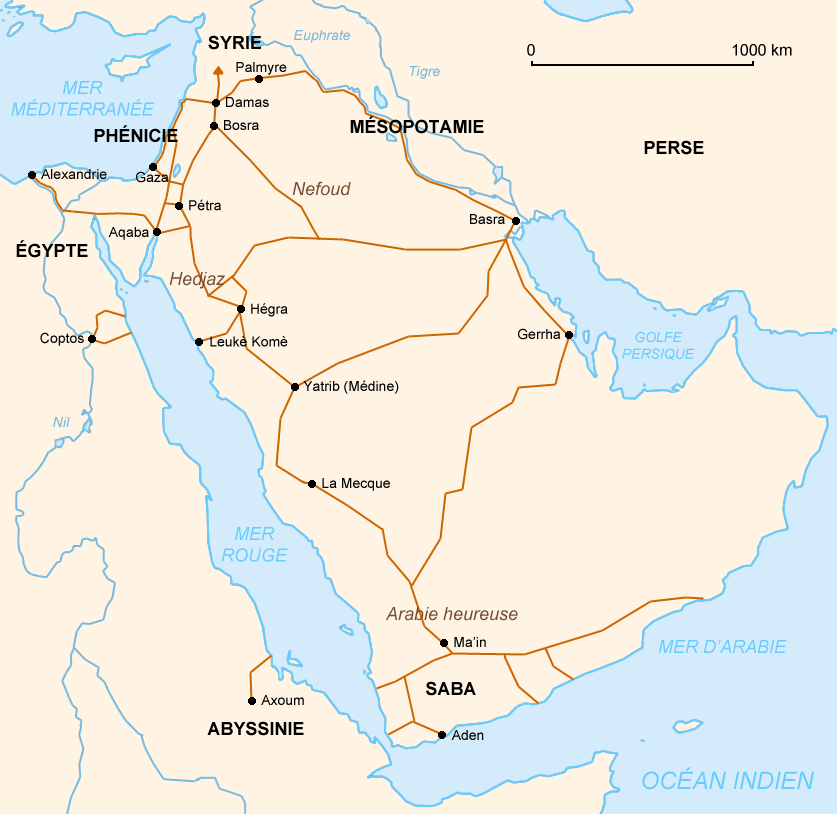
Le vie commerciali dei Nabatei attraverso l'Arabia

Il periodo in cui i Nabatei, popolazione nomade araba, proveniente dalla penisola araba occidentale, cominciarono a insediarsi a Petra, risale probabilmente al VI secolo a.C.: quando gli Edomiti, sotto la pressione dei Nabatei, l'abbandonarono per installarsi nella regione di Hebron. Dopo che gli Edomiti avevano abbandonato il sito, i Nabatei vi si stanziarono stabilmente, e, a seguito di accordi commerciali con le altre popolazioni limitrofe, con le ricchezze accumulate negli anni successivi costruirono la città di Petra e la resero un centro importante.
Il periodo nabateo è documentato meglio delle altre epoche dell'antichità, ma la maggior parte dei documenti originali (scritti su papiro e altri supporti deperibili) è andata distrutta e le fonti dell'epoca sono rare: ciò che ci resta per cercar di comprendere la storia di quest'epoca sono date di eventi incise nell'arenaria delle mura della città e le tappe di costruzione dei monumenti. 
- Le prime notizie storiche della città risalgono alla sua conquista da parte degli Assiri di Assurbanipal nel 647 a.C. che sconfisse i nomadi arabi da cui i Nabatei traggono origine.
- Nel 612 a.C. con la definitiva caduta dell'Assiria, la città diventò tributaria del regno dei Caldei di Babilonia, al tempo del re Nabucodonosor.
- Nell'autunno del 538 a.C. la città passò sotto il controllo di Ciro il Grande, imperatore di Persia.
- Durante il IV secolo a.C. la città si estendeva su oltre 10 km², ed era nota per la produzione di ceramiche di alta qualità, tecnologia certamente ricevuta dagli Edomiti.
- Nel 312 a.C. il generale macedone Antigono Monoftalmo fallì nel tentativo di impadronirsi della città. Riuscì comunque a metterla a sacco.
- Tra la fine del IV e l'inizio del II secolo a.C. i Nabatei sembrano del tutto indipendenti, malgrado i Tolomei dominino su tutta la regione, anzi verso la fine del III secolo a.C. i Nabatei sostennero Antioco III, che respinse i Tolomei verso sud.

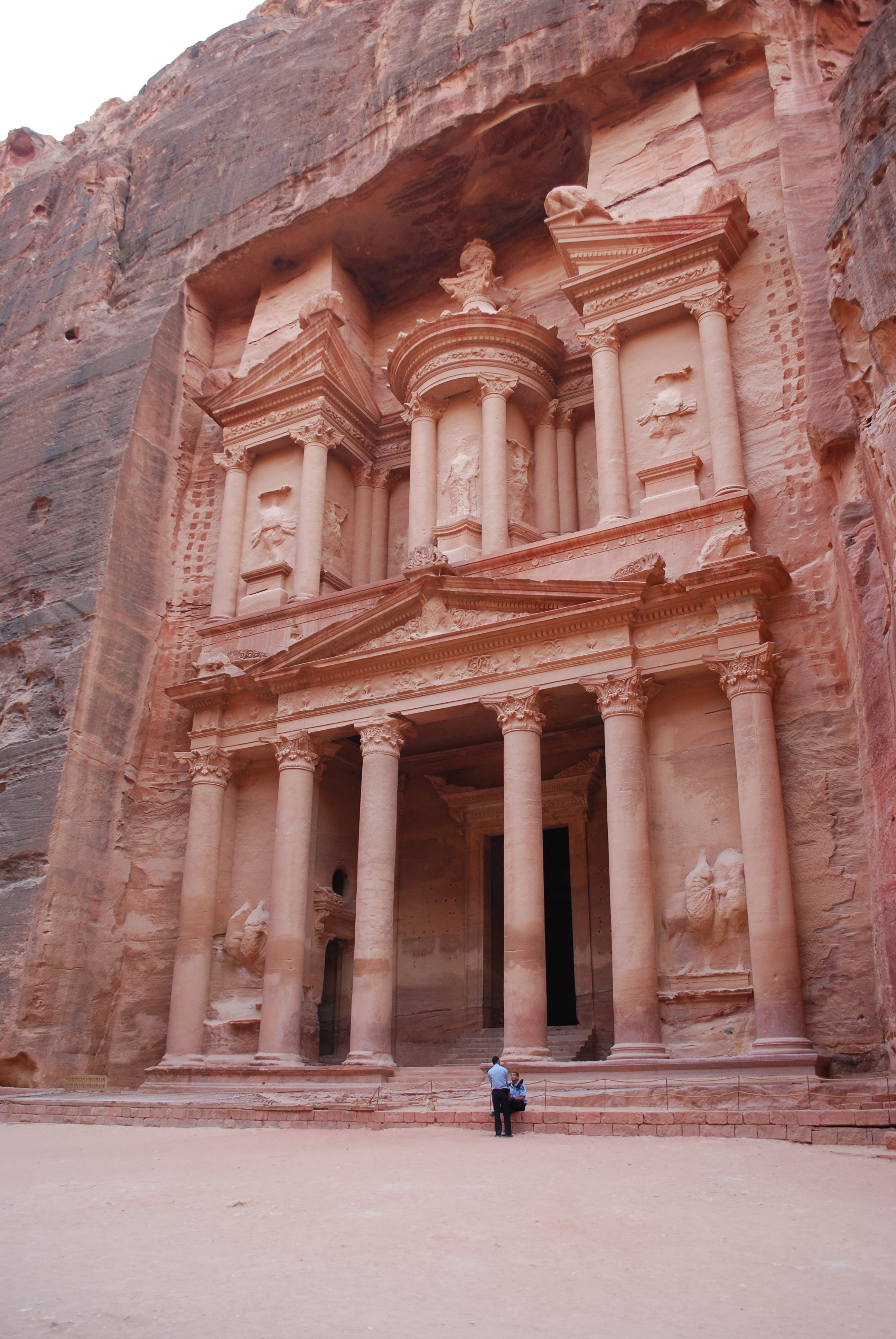
El Khasneh

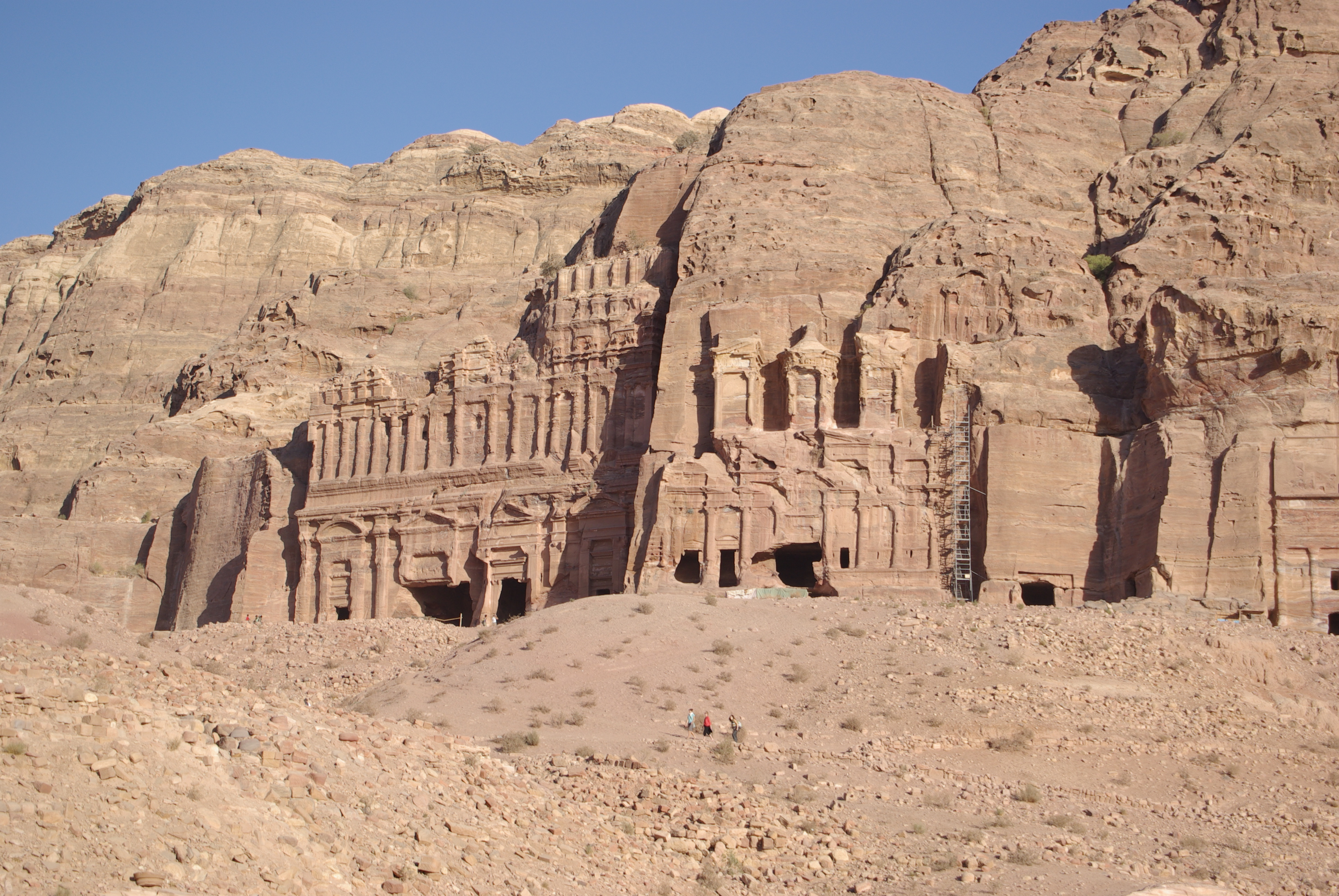
Le tombe reali

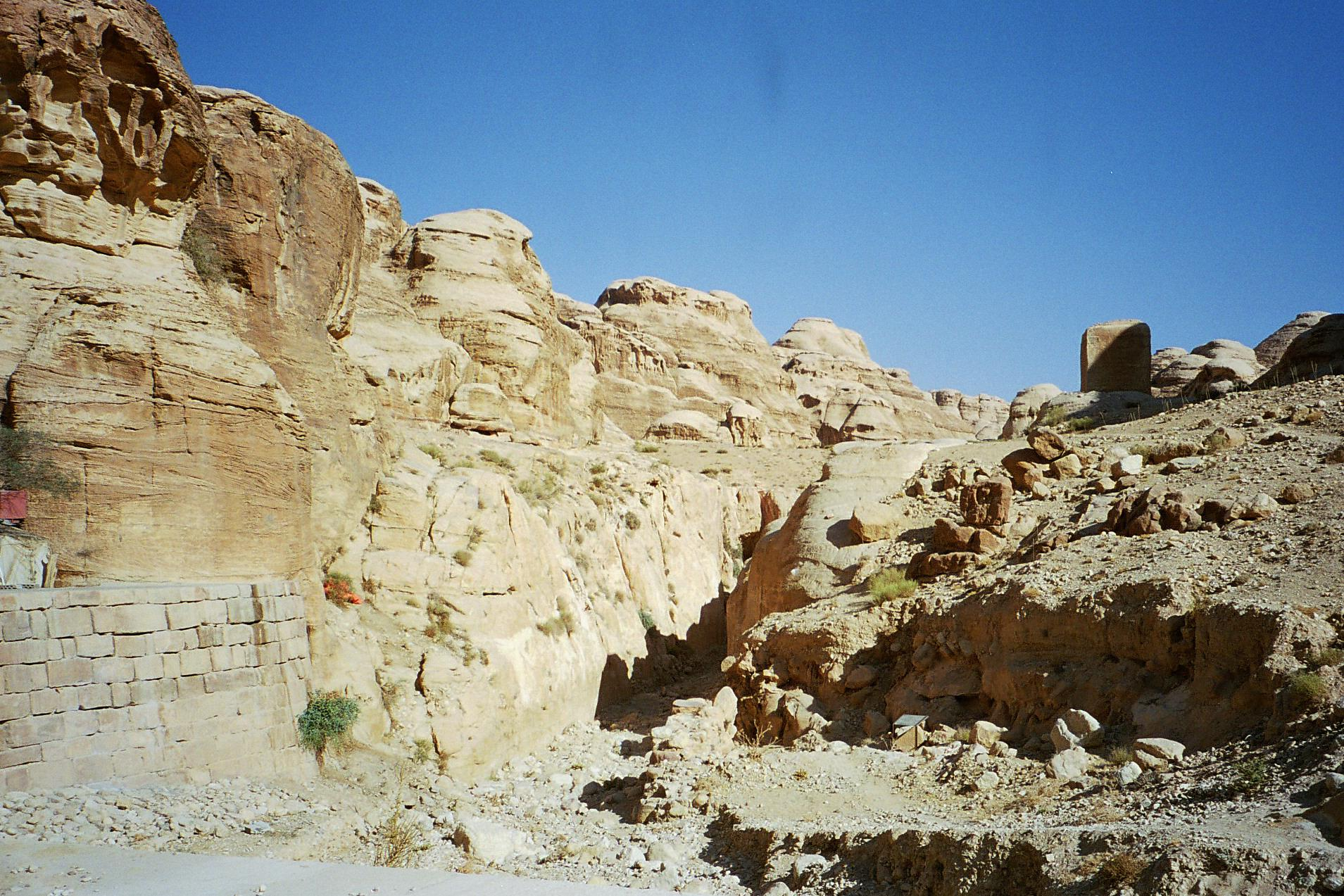
Ingresso al sito; a sinistra lo sbarramento di protezione contro le piene del Siq

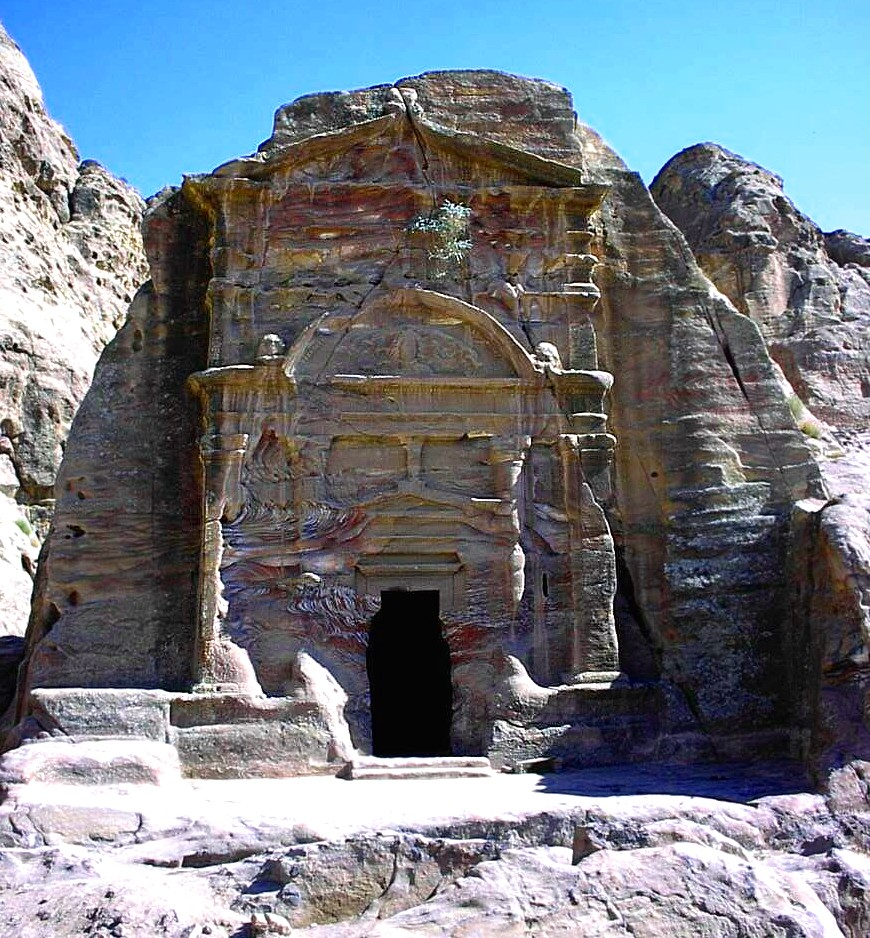
Tomba di Sestio Florentino, governatore romano (II secolo)

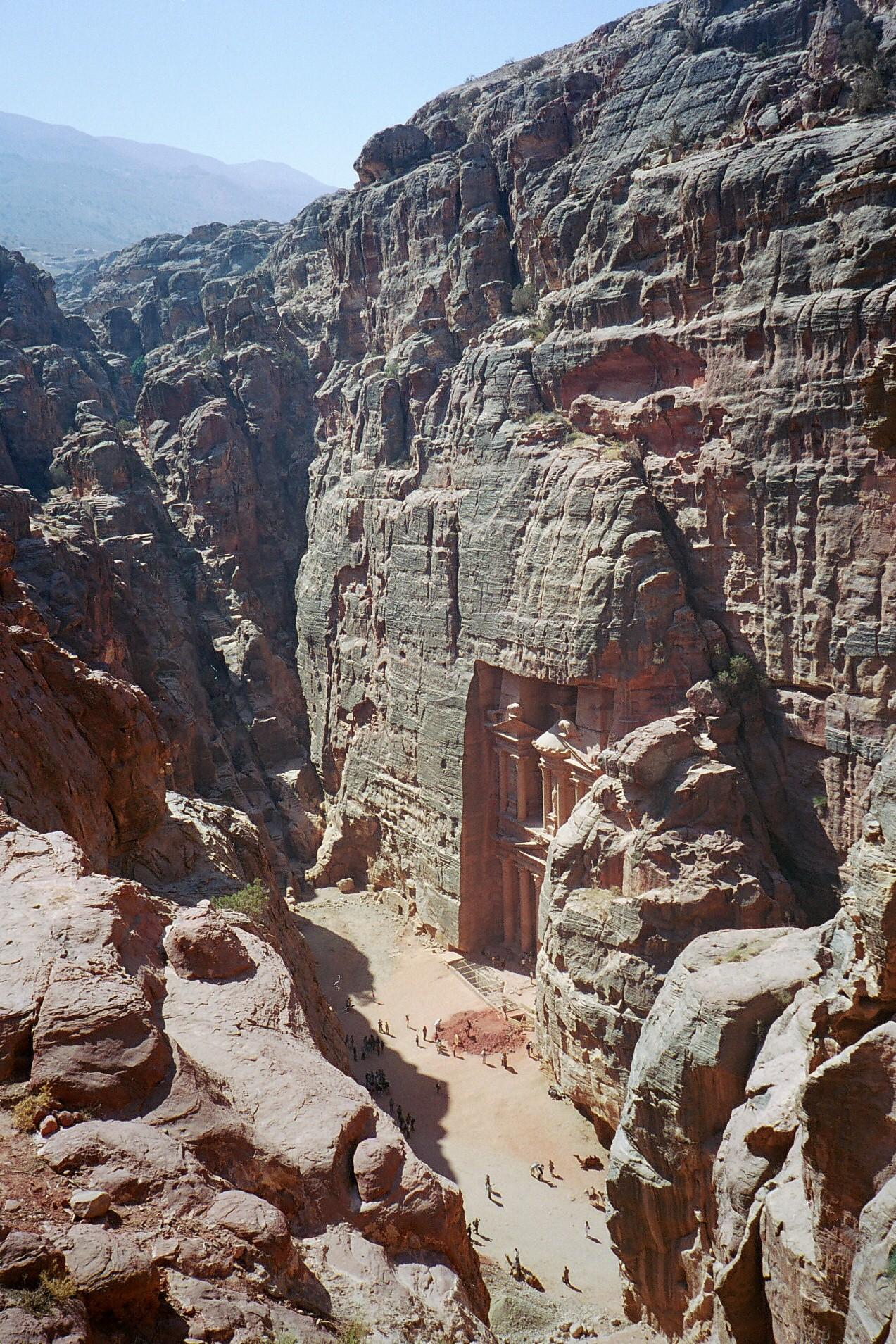
El Khasneh dall'alto

- Tra la prima metà del II secolo a.C. e la definitiva conquista romana, del 106 d.C., i Nabatei si riorganizzarono in regno.
- Una figura di cui si hanno notizie più dettagliate è il re Obodas I (probabilmente ʿUbayda, 96 a.C.-85 a.C.), che sconfisse il sovrano asmoneo Alessandro Ianneo sull'altopiano del Golan tra il 93 e il 90 a.C., mettendo fine alle mire espansionistiche degli Asmonei sul suo regno, e anzi impadronendosi per qualche anno dei paesi di Moab e di Galaad a est del Giordano; sconfisse anche Antioco XII Seleucide nell'85 a.C. I Nabatei, alla sua morte, lo divinizzarono creando un culto e costruendo il Deir [8] in suo onore.
- Approfittando del declino del regno dei Seleucidi per opera di Roma, i Nabatei estendono il loro dominio (80 a.C.) al nord fino a Carchemish sull'Eufrate e Palmira, e a sud fino ad al-Hijr (l'attuale Mada'in Salih).
- Il figlio di Obodas I, Areta III (probabilmente al-Ḥārith), estese il potere dei Nabatei fino a Damasco. E quando arrivarono i Romani, guidati da Pompeo, riuscì a corromperli con un favoloso tributo in argento (62 a.C.), mantenendo l'indipendenza formale del regno, pur subendo l'influsso culturale dei nuovi dominatori della regione, come si può vedere dagli edifici e dalle monete del periodo di chiara ispirazione greco-romana.
- Sotto il regno di Malichus I, nel 41 a.C., dopo che i Parti, guidati da Quinto Labieno, avevano invaso la Siria, il regno nabateo appoggiò i Parti contro Roma e il suo alleato, Erode il Grande, nominato re di Giudea dai Romani contro l'attuale re, Antigono l'Asmoneo. Ma dopo la sconfitta e la morte di Quinto Labieno (39 a.C.) e la definitiva esecuzione di Antigono, nel 37 a.C., Malichus I divenne tributario di Roma e di Erode, che, per il tardato pagamento del tributo, prima invasero il regno nabateo e, nel 31 a.C., occuparono buona parte del territorio del regno.
- Durante il regno di Obodas III (dal 30 al 9 a.C.), successore di Malichus I (probabilmente Malik), il regno nabateo divenne vassallo del re di Giudea, Erode il Grande, mentre i Romani, dopo aver conquistato l'Egitto, tentarono di scoprire la fonte delle spezie e dei profumi che i Nabatei commerciavano, per scavalcare la loro intermediazione, ma diverse spedizioni romane verso l'Arabia Felix furono messe in scacco dal re di Petra, tra cui quella del prefetto d'Egitto Gaio Elio Gallo del 25-24 a.C. Ritornata la pace, a quel periodo risale l'inizio della costruzione delle tombe e dei templi di Petra.
- Col successore di Obodas III, Areta IV, che regnò dal 9 a.C. al 40 d.C. la città raggiunse la sua maggiore prosperità e l'apogeo della propria fortuna. In quel periodo avrebbe avuto circa 30 000 abitanti, che altre fonti stimano da 20 000 a 40 000, tra cui spiccavano scribi (i Nabatei avevano una propria scrittura in corsivo, precorritrice dell'arabo) e ingegneri idraulici (per la costruzione di dighe, cisterne, canali e tubazioni per imbrigliare, controllare e conservare l'acqua).
La città si era sviluppata soprattutto grazie al commercio sulla via dell'incenso. Si trattava di un tracciato carovaniero storico che partiva dallo Yemen, lungo la costa occidentale della Penisola araba, e a Petra si biforcava in una via nord-occidentale che portava a Gaza, e in una nord-orientale verso Damasco.
La disponibilità d'acqua e la sicurezza fecero di Petra il luogo d'elezione per la sosta all'incrocio di varie vie carovaniere che collegavano l'Egitto alla Siria e l'Arabia del sud al Mediterraneo, lungo le quali si svolgeva principalmente il commercio di prodotti di lusso - spezie e seta provenienti dall'India, perle del Mar Rosso e incenso dal sud dell'Arabia (risorsa particolarmente preziosa in quanto la resina della Boswellia era apprezzatissima nel mondo antico sia come offerta religiosa di gran pregio, sia come medicamento).
Intermediazione commerciale, acqua, ospitalità e diritti di dogana fornivano ai Nabatei forti guadagni, e la città fu sede per quasi un millennio, dal VI secolo a.C. al III secolo d.C., di un grande mercato, raggiungendo l'apogeo verso la metà del I secolo d.C.
- Col successore di Aretas IV, Malichus II (40-70), l'importanza di Petra cominciò a diminuire in quanto i Romani erano riusciti a spostare il commercio delle spezie e dei profumi verso l'Egitto. Il regno nabateo perse il controllo di Damasco.
- Infine, con l'ultimo re, Rabbel II (70-106), Petra perse completamente il suo potere commerciale a vantaggio di Palmira, che in breve tempo riuscì ad assicurarsi tutti i commerci della via della seta e del Golfo Persico e dei traffici marittimi del Mar Rosso che si collegavano con l'Egitto e il mar Mediterraneo, senza transitare da Petra, che perse anche importanza politica nei confronti della seconda capitale del regno, Bosra. Infatti alla morte di Rabbel II, l'imperatore Traiano, nel 106, conquistò Petra e creò la provincia dell'Arabia Petrea, con capitale Bosra.

I Nabatei adoravano le divinità presenti in Arabia prima dell'Islam, e anche alcuni dei loro re, deificati. All'epoca la principale divinità maschile era Dushara, accompagnato dalla triade femminile composta da Al-'Uzza, Allat e Manat. Molte statue scolpite nella roccia riproducono queste divinità.
Gli unici scrittori che documentano la condizione di Petra in questo periodo sono Diodoro Siculo e Strabone, le cui narrazioni testimoniano la grande ricchezza che questo popolo ricavava dal commercio carovaniero tra Asia ed Europa, ma non concordano sul loro modo di vivere, descrivendoli sia come sedentari sia come nomadi, ora come cittadini ora come contadini.

#### Periodo romano

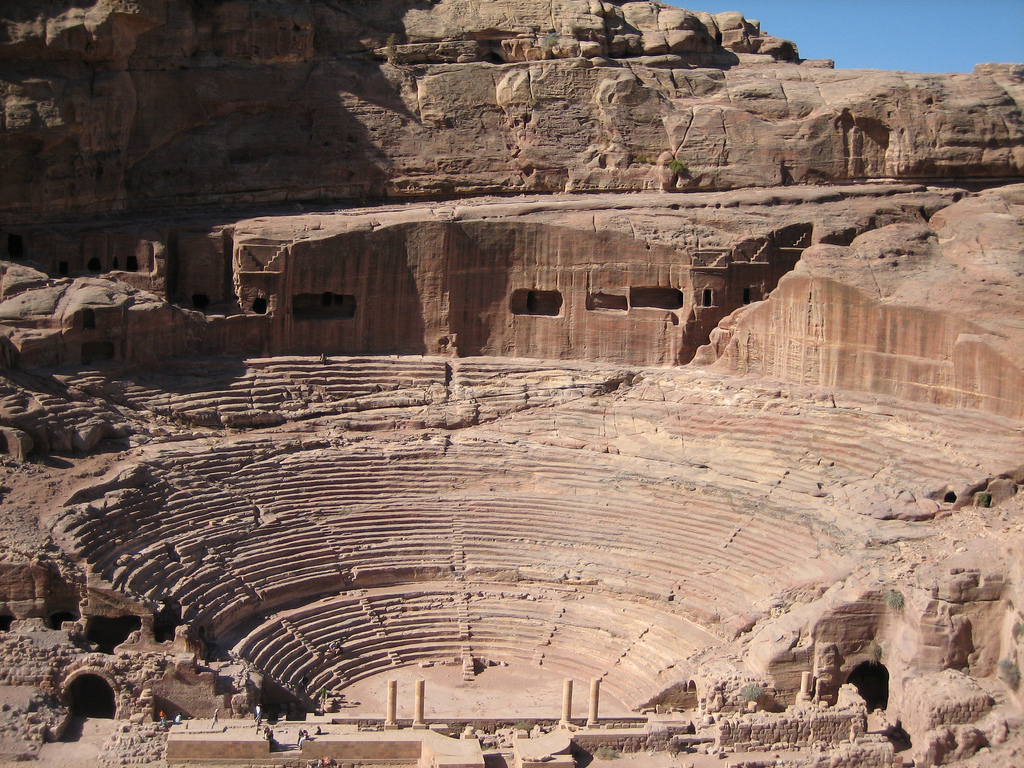
Il teatro romano

Attorno a Petra era sorta una decapoli (confederazione di dieci città-stato) che Roma non riuscì a conquistare fino al 106 quando, dopo la morte del re nabateo Rabbel II senza combattere, il regno fu annesso all'impero da Cornelio Palma, governatore di Siria, per ordine di Traiano. Questi porrà a Bosra, divenuta in fretta la seconda città nabatea e rinominata Nova Traiana Bostra, la capitale della nuova provincia di Arabia, che ebbe appunto il nome di Arabia Petraea, mentre Petra ricevette il titolo onorifico di metropoli. Qualche anno dopo, nel 114, Petra divenne una delle basi per gli attacchi dei Romani contro i Parti, a est.
Il fatto che i Romani prendessero possesso delle vie commerciali diede un colpo fatale a Petra e ai Nabatei, in quanto le vie commerciali non passavano più per la città. Dopo l'occupazione romana ci furono ancora carovane che sostavano a Petra, ma divennero sempre più rare, malgrado la costruzione di una strada di 400 chilometri che collegava Bosra, Petra e il Golfo di Aqaba.
L'imperatore Adriano visitò Petra nel 130, e la città fu rinominata, in suo onore, Petra Hadriana.
Lo sviluppo urbanistico della città rivela che la Pax Romana le portò tuttavia un periodo prospero. Con la riorganizzazione dell'impero voluta da Diocleziano Petra divenne capitale di una delle tre parti in cui era divisa la Provincia di Palestina, che fu detta Palaestina salutaris e in seguito detta Palaestina taertia.

#### Periodo bizantino

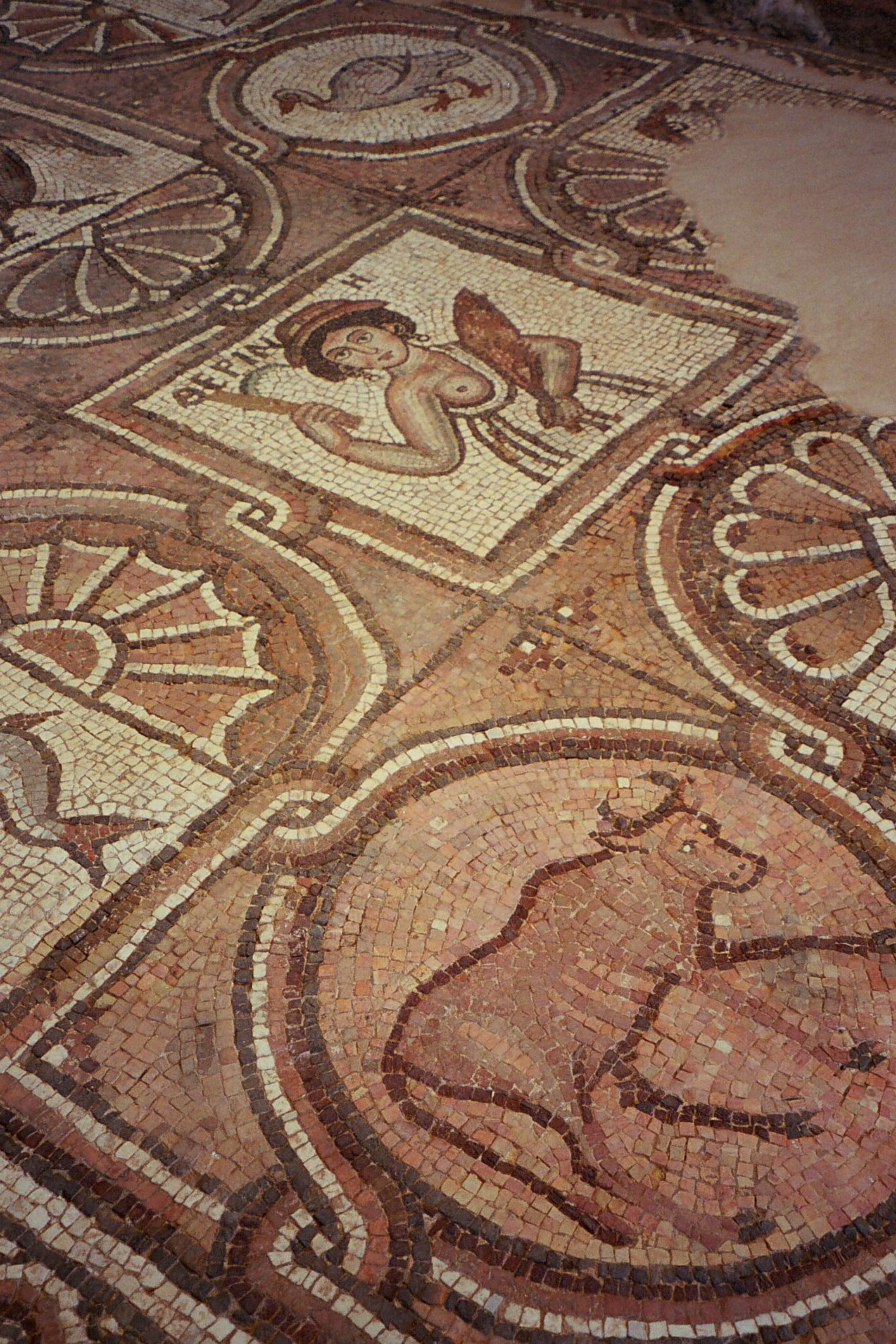
Mosaico bizantino di una chiesa di Petra

Il Cristianesimo giunse a Petra verso il IV secolo, dopo che Costantino I ebbe fatto di Costantinopoli la sua nuova capitale, e cominciato a favorire la diffusione della nuova religione. Gli abitanti della città rimasero fedeli ai propri dei per molto tempo, tuttavia già nel 350 Atanasio di Alessandria menziona un vescovo di Petra di nome Asterio, pertanto la città era sede vescovile.
Un forte terremoto colpì Petra il 19 maggio del 363, danneggiando i monumenti - tra cui il teatro - e gli acquedotti. Il vescovo di Gerusalemme, Cirillo, ne testimonia in una sua lettera la data e le due scosse che semidistrussero la città, che - già impoverita dal dominio romano - da quella rovina non si sollevò più e andò lentamente svuotandosi.
Nel V secolo a Petra sorgono diverse chiese: risalgono a questo periodo l'utilizzo come chiesa del Deir, che diventa una specie di cattedrale nel 446, tracce di croci sui muri di molte tombe a nord della città (che indicano tombe cristiane), e altre tre chiese scoperte durante scavi.
Un secondo terremoto, nel 551, danneggiò ulteriormente la città, che già stava cadendo nell'oblio.

#### Medioevo
La conquista islamica che attraversa la regione tra il 629 e il 632 sembra aver ignorato Petra, la cui ultima menzione si trova in un testo scritto dal suo vescovo Antenogene tra la fine del V e l'inizio del VI secolo.
L'impatto della conquista musulmana è poco chiaro, e fu probabilmente ridotto dalla storica tolleranza mostrata dall'Islam primitivo verso il cristianesimo. Del resto il lento esodo degli abitanti aveva ridotto la città, agli inizi dell'VIII secolo, a un villaggio.
Nel 749 l'ennesimo terremoto spopola Petra quasi completamente.
La zona fu infine conquistata dai Crociati Franchi, che vi eressero alcuni castelli, tra cui le fortezze di al-Wu'ayrah e al-Habis. 
Durante la Prima crociata la città fu occupata da Baldovino di Boulogne e costituì il secondo feudo della baronia di al-Karak, nella signoria d'Oltregiordano.
La città rimase nelle mani dei crociati fino al 1189, dopo che il Saladino ebbe sconfitto definitivamente i Crociati del Regno di Gerusalemme alla Battaglia di Hattin, nel 1187. Dopodiché, si hanno notizie di Petra da un pellegrino tedesco che dice di esservi passato nel 1217, e per il passaggio del sultano mamelucco Baibars al-Bunduqdari nel 1276. È l'ultima notizia storica di Petra prima della sua riscoperta nel 1812, dopo un oblio di più di cinque secoli, giacché i nomadi incominciarono a considerare la città infestata dai demoni (tanto che l'arco di pietra sito all'entrata della gola rocciosa, crollato nel 1896 veniva chiamato "Il ponte del diavolo").

#### Periodo moderno

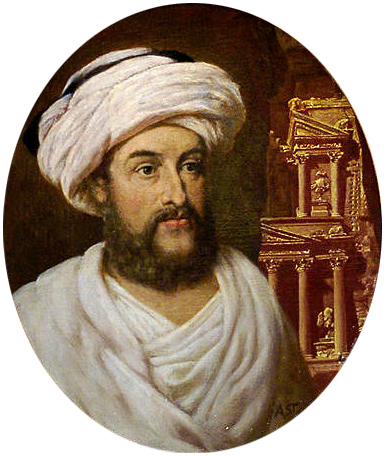
Johann Ludwig Burckhardt

Petra fu rivelata al mondo moderno nel 1812 da Johann Ludwig Burckhardt, un viaggiatore svizzero che, in abiti arabi, si faceva chiamare Sheykh Ibrahim e seguiva la strada che collegava Damasco all'Egitto passando per la Giordania. Egli aveva sentito dire che nei pressi del villaggio di Wadi Musa si trovavano, in una sorta di fortezza naturale, delle vestigia straordinarie. La regione apparteneva allora all'Impero ottomano e gli stranieri curiosi di antichità - che erano ritenute "opera degli Infedeli" - erano considerati con grande diffidenza, anche per le tensioni politiche e religiose dell'epoca.
Burckhardt si presentò allora come un pellegrino che desiderava sacrificare un agnello al profeta Aronne, la cui tomba, costruita nel XIII secolo, si riteneva collocata al di là delle rovine, in cima al Gebel Harun. Accompagnato dalla sua guida, l'esploratore attraversò la città antica senza potersi fermare un attimo a prendere un appunto o a fare uno schizzo, e tuttavia consapevole dell'importanza di quelle vestigia, e che le rovine presso Wadi Musa fossero quelle di Petra. Entusiasta, diffuse la notizia tra gli occidentali residenti in Medio Oriente e in Egitto, e la ripeté nel suo libro Travels in Syria and the Holy Land, che fu pubblicato soltanto cinque anni dopo la sua morte, nel 1823.
Furono condotti anche altri tentativi di esplorazione, alla ricerca di Petra, nonostante la diffidenza delle popolazioni locali. Nel maggio 1818 un gruppo di una decina di persone provenienti da Gerusalemme, tra cui l'esploratore ed egittologo William John Bankes, che, accompagnato dal dragomanno ferrarese Giovanni Finati e da due ufficiali di marina, riuscì a rimanere sul posto per due soli giorni, giacché rivalità tra capitribù locali li costrinsero a partire prima del previsto.
Le prime vere missioni archeologiche cominciarono dal 1828, e dopo il 1830 Petra divenne un luogo di visita, tappa di pellegrinaggi religiosi, e fonte di guadagni per i capi delle tribù dei dintorni. Tra i tanti poeti e artisti che si recarono a Petra vi fu, nel 1839, anche il celebre pittore britannico David Roberts.
La prima missione archeologica britannica arrivò nel 1929, e tuttora sono in corso importanti scavi. Ancora nel 1992 (i mosaici della chiesa di Petra) e nel 2003 (il complesso funerario nascosto sotto il tesoro) sono state fatte importanti scoperte.

## Petra oggi
Ancora oggi si suole raggiungere Petra a piedi o a cavallo.
L'ingresso più caratteristico è quello orientale, attraverso la lunga e profonda fessura delle rocce, chiamata Sik (o Siq).
Alla fine del primo tratto di questo lungo corridoio dapprima si intravede e poi si apprezza in pieno per la presenza di un ampio spiazzo, uno dei più bei monumenti di Petra, il Khazine el-Firawn o il Tesoro di Faraone (il nome fu inventato dai beduini e recupera il nome del sovrano biblico e coranico che avversò Mosè nella sua fuoriuscita dall'Egitto), la cui facciata è profondamente incisa nella roccia.
In un sondaggio fatto nel 2007, via internet o telefono, su 100 milioni di persone, Petra è risultata essere tra le Sette meraviglie del mondo moderno. Anche se l'UNESCO non ha sostenuto l'iniziativa, il fatto di essere stata classificata come prima meraviglia ha portato un notevole incremento al turismo di Petra.
Il sito, per quanto sia posto in una zona pressoché desertica, presenta il problema di periodiche alluvioni che inondano la vallata e il Siq. Per preservare il sito e gli stessi monumenti sono stati creati dei canali di scolo atti a limitare i pericoli. Tuttavia la zona rimane sempre piuttosto pericolosa durante le stagioni più piovose. Un team di ingegneri italiani lavora da tempo per trovare delle soluzioni per limitare i rischi.

## Amministrazione

### Gemellaggi
- Matera[senza fonte]

## Nella cultura di massa
Petra è stata utilizzata come set nelle scene di numerosi film, tra i quali Indiana Jones e l'ultima crociata, Transformers - La vendetta del caduto e Mission to Mars per simulare il suolo marziano esplorato dal rover.
Petra è diventata mappa giocabile nel gioco sparatutto Overwatch nel 2018.
Petra è presente nel gioco Crusader Kings 2 come grande opera (Great works) e nel sequel Crusader Kings 3 come struttura storica (Historical buildings).